# ザ・わかるっチャー
『ザ・わかるっチャー』は、1984年4月11日から同年9月26日までフジテレビ系列（一部を除く）で放送されていたフジテレビ製作のクイズ番組である。全22回。放送時間は毎週水曜 20時00分 - 20時54分（日本標準時）。
番組は、芸能人3人1組のチーム×4組の対抗戦形式で進行。司会は、1984年3月まで木曜19時台に放送されていた『クイズやじうまスコップ』と同じく西川きよしと山村美智子（当時フジテレビアナウンサー）が務めていた。他にくり万太郎（当時ニッポン放送アナウンサー）も出演していた。

## 放送リスト
| 回 | 放送日 （1984年） | サブタイトル                                                  |
| -- | ----------------- | ------------------------------------------------------------- |
| 1  | 4月11日           | コアラついに来日!! 独占ムツゴロウの現地熱愛レポート           |
| 2  | 4月18日           | ムツゴロウ珍獣王国オーストラリアを行く                        |
| 3  | 4月25日           | 爆笑!! ブス犬初登場                                           |
| 4  | 5月2日            | 超豪華!! アメリカ発高級住宅の秘密                             |
| 5  | 5月9日            | パリ発!! 超高級車60台コンクリート詰めと未来電話               |
| 6  | 5月16日           | ブ男よさらば!! 美しい男になる㊙??作戦                         |
| 7  | 5月23日           | ショック!! 人間の言葉をしゃべるラクダと象                     |
| 8  | 5月30日           | ギョッ！電話で働く夢の全自動マンション                        |
| 9  | 6月6日            | 日本初公開!! 50年後の未来カー                                 |
| 10 | 6月13日           | ニューヨークに突如出現!! キン肉マン集団とヘンな自転車おじさん |
| 11 | 6月20日           | 天国に一番近い島の面白ライフ                                  |
| 12 | 6月27日           | 独占来日!! マイケル・ジャクソンのそっくりさん                 |
| 13 | 7月11日           | 爆笑!! スーパーガールVSさんま                                 |
| 14 | 7月18日           | 爆笑!! “'84ブス犬”コンテスト                                  |
| 15 | 7月25日           | ニューカレドニアの不思議な生物                                |
| 16 | 8月1日            | グローイングアップ 人気者3人のイスラエルびっくりレポート      |
| 17 | 8月15日           | スウェーデン版ハチャメチャ                                    |
| 18 | 8月22日           | タヒチ珍五輪巨石重量挙げ・怪力ヤシの実割り・爆笑ヤリ投げ      |
| 19 | 8月29日           | 最後の楽園タヒチののんびり珍商売                              |
| 20 | 9月12日           | すごーい！アラスカ発ハンティング                              |
| 21 | 9月19日           | アッと驚く海外珍みやげ                                        |
| 22 | 9月26日           | 不思議!! イタリア魔法のツエ                                   |